# Rosario Pierri
Rosario Pierri OFM (ur. 21 grudnia 1960 w Baronissi) – włoski biblista katolicki, franciszkanin, brat zakonny, dziekan Franciszkańskiego Studium Biblijnego w Jerozolimie.
Rosario Pierri urodził się w Baronissi w prowincji Salerno 21 grudnia 1960. Jest członkiem franciszkańskiej Prowincji Niepokalanego Poczęcia w Salerno. Od 1992 mieszka w Jerozolimie. W 1995 obronił pracę licencjacką z teologii biblijnej we Franciszkańskim Studium Biblijnym. Następnie kontynuował studia w zakresie lingwistycznym w Katolickim Uniwersytecie Najświętszego Serca w Mediolanie. Jest wykładowcą języka greckiego i krytyki tekstu biblijnego Nowego Testamentu we FSB. W 2017 prof. Pierri wybrany został dziekanem SBF.
Publikuje artykuły naukowe na łamach Liber Annuus.